# Teodor Roviralta i Figueras
Teodor Roviralta i Figueras   (Molins de Rei, 16 de maig de 1854 - Lloret de Mar, 20 d'octubre de 1919) fou un industrial i indià català.

## Biografia
Essent un nen, Teodor Roviralta s'escapà de casa seva a Molins de Rei, va anar a peu a Barcelona i d'amagat s'embarcà cap a Sud-amèrica. Establert a l'Argentina, va fer fortuna i es casà amb Sofia Astoul Dessein, amb la qual tindria cinc fills, essent el més conegut Raül Roviralta i Astoul, que esdevingué marquès de Roviralta i Santa Clotilde.
Tornada la parella a Barcelona, Teodor Roviralta s'associà amb el Doctor Andreu creant la Societat del Tibidabo per a comprar i urbanitzar la finca del Frare Blanc que arribava fins al cim del Tibidabo. L'any 1903 comprà l'antiga masia del Frare Blanc i sota la direcció tècnica de Joan Rubió Bellverla convertí en la Casa Roviralta, d'estil modernista.
Té dedicat un carrer al costat de l'avinguda del Tibidabo de Barcelona.